# Монгольский хомячок
Монгольский хомячок (лат. Allocricetulus curtatus) — вид хомяков рода эверсманновы хомячки (Allocricetulus) семейства хомяковые (Cricetidae).

## Описание
Мелкий, крупнее мыши, зверёк. Похож на хомячка Эверсманна. Длина тела 98-150 мм, хвоста 15-21 мм. Окраска очень светлая, брюхо, нижняя поверхность хвоста и лапы белые (тёмного пятна на груди нет). Волосяной покров ровный. У основания пушистого хвоста пучок волос длиной больше сантиметра. Слуховые буллы в их передних и внутренних отделах вздуты сильнее, чем у хомячка Эверсманна.

## Ареал
Встречается в Зайсанской котловине на юге Тувы, Китае и Монголии. Характерный обитатель закрепленных песков, а также солянковых и солянко-злаковых полупустынь. Также встречается в щебнистой полупустыне, на останцах и в карагановой степи.

## Образ жизни
Активен в вечерние и ночные часы. Зимой время от времени впадает в спячку.

## Рацион питания
Питается насекомыми. Также питается семенами, зеленью и корневищами.

## Размножение
Начинается в апреле и заканчивается в сентябре. За это время самка приносит по 2-3 помета, по 5-14 детенышей в каждом.